# Loistin (manzana)
'Loistin es el nombre de una variedad cultivar de manzano (Malus domestica). Esta manzana está cultivada en diversos viveros entre ellos algunos dedicados a conservación de árboles frutales en peligro de desaparición. La manzana 'Loistin' es originaria de Guipúzcoa, y actualmente se cultiva debido a su sabor soso para la cocina y muy apreciada en la elaboración de sidra.

## Sinónimos
- "Manzana Loistin",[6][7][8]
- "Loistin Sagarra".[6][9]

## Historia
'Loistin' es una variedad de manzana cultivada en Guipúzcoa, está considerada incluida en las variedades locales autóctonas muy antiguas, cuyo cultivo se centraba en comarcas muy definidas. Se caracterizaban por su buena adaptación a sus ecosistemas y podrían tener interés genético en virtud de su adaptación. Estas se podían clasificar en dos subgrupos: de mesa y de sidra (aunque algunas tenían aptitud mixta). Es muy apreciada en la cocina y muy importante en la elaboración de sidra en el país vasco.
'Loistin' es una variedad mixta, clasificada como muy buena en la elaboración de sidra, también se utiliza en la cocina; difundido su cultivo en el pasado por los viveros comerciales y cuyo cultivo en la actualidad se ha reducido a huertos familiares, y apreciada en elaboraciones culinarias. Variedad muy conocida en la zona de Astigarraga y Hernani.

## Características
El manzano de la variedad 'Loistin' tiene un vigor alto, es árbol de mediana producción; florece a finales de abril; tubo del cáliz en forma de embudo corto, y con los estambres situados en su mitad.
La variedad de manzana 'Loistin' tiene un fruto de tamaño más bien grande; forma redondeada algo cónica, el contorno presenta una ligera asimetría ; piel delgada, dura, brillante; con color de fondo verde claro, siendo el color del sobre color ligero cobrizo en la cara expuesta al sol, importancia del sobre color débil, presenta numerosas lenticelas minúsculas grises, sensibilidad al "russeting" (pardeamiento áspero superficial que presentan algunas variedades) débil; pedúnculo de tamaño mediano, grosor medio, implantado oblicuo, sobresale de la cavidad peduncular, anchura de la cavidad peduncular media, profundidad de la cavidad pedúncular es mediana con los bordes uniformes, y con una  importancia del ruginoso-"russeting" en cavidad peduncular muy baja; anchura de la cavidad calicina media, profundidad de la cav. calicina media, bordes con unos ligeros abultamientos, en la pared ligero plisamiento, y de la importancia del ruginoso-"russeting" en cavidad calicina débil; ojo pequeño y abierto; sépalos triangulares en la base apretados.
Carne de color blanco. Textura blanda, de zumo regular y poco aroma; el sabor característico de la variedad, soso; corazón de tamaño medio, desplazado. Eje abierto. Celdas arriñonadas, cartilaginosas de color verde claro. Semillas aristadas, puntiagudas, de tamaño medio, color marrón claro uniforme.
La manzana 'Loistin' tiene una época de maduración y recolección tardía en el otoño, madura en octubre, de larga duración. Tiene uso mixto pues se usa como manzana de cocina, y también como manzana para la elaboración de sidra, como manzana sidrera es una variedad muy apreciada.